# کریستوفر داد
کریستوفر داد (به انگلیسی: Christopher Dodd) سناتور سابق عضو حزب دموکرات ایالات متحده آمریکا بود. وی از سال ۱۹۸۱ تا ۲۰۱۱ میلادی سناتور ایالت کنتیکت در سنای ایالات متحده آمریکا بود.